# Timo Horn
Timo Phil Horn, född 12 maj 1993, är en tysk fotbollsmålvakt som spelade senast för 1. FC Köln.

## Klubbkarriär
I maj 2018 förlängde Horn sitt kontrakt i Köln fram till 2023.

## Landslagskarriär
Horn var en del av Tysklands trupp som tog silver vid olympiska sommarspelen 2016 i Rio de Janeiro.